# 1,4-dicloro-2-butino
El 1,4-dicloro-2-butino o 1,4-diclorobut-2-ino es un compuesto orgánico de fórmula molecular C4H4Cl2. Es un cloroalquino lineal de cuatro carbonos con dos átomos de cloro unidos a cada uno de los carbonos terminales y un triple enlace en el medio de la cadena carbonada.

## Propiedades físicas y químicas
A temperatura ambiente, el 1,4-dicloro-2-butino es un líquido con una densidad superior a la del agua, ρ = 1,250 g/cm³. Su punto de ebullición es 167 °C y su punto de fusión —cifra estimada— 5 °C.
El valor del logaritmo de su coeficiente de reparto, logP = 1,668, indica que es más soluble en disolventes apolares que en disolventes polares. En agua su solubilidad es de aproximadamente 1,8 g/L.
En cuanto a su reactividad, este compuesto es incompatible con agentes oxidantes fuertes y bases fuertes.

## Síntesis
El 1,4-dicloro-2-butino se prepara convenientemente haciendo reaccionar 1,4-butinodiol con cloruro de tionilo (SOCl2). Como medida de precaución el medio se diluye con diclorometano y se enfría a -30 °C antes de agregar el cloruro de tionilo para evitar los riesgos asociados al carácter exotérmico de la reacción.
Otra forma de obtener este cloroalquino es por descarboxilación térmica del biscloroformato correspondiente. Uusando cloruro de hexabutilguanidinio como catalizador, se obtiene 1,4-dicloro-2-butino con un rendimiento del 76%.

## Usos
El tratamiento de 1,4-dicloro-2-butino con hidróxido de sodio acuoso y etanol a 75 °C sirve para obtener buta-1,3-diino. Si dicha reacción se realiza en amoníaco líquido, el acetiluro inicial puede sustituirse en un segundo paso: por ejemplo, el buta-1,3-diinil-litio se forma in situ a partir del 1,4-dicloro-2-butino y se puede combinar con una unidad de tetraeno-butenólido para dar ácido pentaeno-diino butenólido xerulínico.
Partiendo del 1,4-dicloro-2-butino se puede sintetizar butatrieno, lo que se hace eliminando el cloro de las posiciones 1 y 4 con polvo de zinc en disolventes de alto punto de ebullición como dimetilsulfóxido o triamida hexametilfosfórica. El rendimiento con este método es superior al 90%.
Por el contrario, la cloración del 1,4-dicloro-2-butino permite obtener 1,2,2,3,3,4-hexaclorobutano con rendimiento cuantitativo.
El 1,4-dicloro-2-butino puede ser precursor de 1-buten-3-inilbutil éter y tetrolaldehídodibutilacetal, que se obtienen por la acción de butóxido de sodio sobre este cloroalquino.
Por otra parte, al tratar 1,4-dicloro-2-butino con hidróxido de potasio metanólico o acuoso-metanólico se obtiene, dependiendo de las condiciones de reacción, 2-cloro-1-buten-3-ino, 2-cloro-4-metoxi-1,3-butadieno, butadiino, 1-metoxi-1-buten-3-ino y  dimetil acetal tetrolaldehído.
Análogamente, la reacción de este dicloroalquino con dicalcogenuros orgánicos de fórmula R2Y2 (R = Ph, Bn, Pr / Y = S, Se) en el sistema hidrato de hidrazina-KOH conduce a la formación de cuatro productos principales: 1,4-bis(organilcalcogenil)but-2-inos, 1-organilcalcogenilbut-1-en-3-inos, 4-organilcalcogenilbut-1-en-3-inos y 3(5)-metilpirazol. La proporción de estos productos viene determinada por la relación de los sustratos utilizados y la temperatura de reacción.
Otra reacción distinta del 1,4-dicloro-2-butino es con propano-1,3-ditiolato, dando lugar a una mezcla de 2-vinil-1,4-ditiepan-2-eno —compuesto cíclico— y 5,10-ditiatridec-1,12-diino-3,10-dieno —compuesto lineal— con rendimientos del 30 y 15% respectivamente.
Por último, el 5-(1'-clorovinil)-1,2,3,4,5-pentaclorometilciclopentadieno se prepara regioselectivamente mediante la trimerización del 1,4-dicloro-2-butino, catalizada por un complejo de paladio, con excelente rendimiento.

## Precauciones
El 1,4-dicloro-2-butino tiene su punto de inflamabilidad a 160 °C. Este compuesto resulta tóxico si se inhala o ingiere y su contacto provoca irritación en piel y en ojos.